# Русеновы
Русеновы — дворянский род.
Происходит от лейб-кампанца Лариона Русенова, участника дворцового переворота 1741 года, за что и был позже жалован в дворянское достоинство указом императрицы Елизаветы Петровны.

## Описание герба
Щит разделён перпендикулярно на две части, в правой в чёрном поле между тремя серебряными звёздами находится золотое стропило, с означенными на нём тремя горящими гранатами. В левой части, разрезанной диагонально на два равных поля золотое и зелёное, видны три хлебные Снопа переменных с полями цветов.
Щит увенчан дворянским шлемом, на котором наложена Лейб-Компании Гренадерская шапка со страусовыми перьями красного и белого цвета, и по сторонам этой шапки видны два чёрные орлиные крыла с тремя на каждом серебряными звёздами. Намёт на щите зелёного и чёрного цвета, подложен золотом. Герб Русенова внесён в Часть 2 Общего гербовника дворянских родов Всероссийской империи, стр. 139.